# Нзафашванайо, Жан-Клод
Жан-Клод Нзафашванайо (фр. Jean Claude Nzafashwanayo, род. 4 августа 2000, Kacyiru, Провинция Кигали или Киншаса) — руандийский шоссейный велогонщик.

## Карьера
Начиная с 2018 года в рамках Африканского тура UCI стартовал на главной африканской гонке Тур дю Фасо, а также Туре Сенегала, Гран-при Шанталь Бийя, Туре Камеруна, Туре Лимпопо, Туре Руанды, Тропикале Амисса Бонго. Также отметился на гонках Европейского тура UCI — французских Тур Вандеи, Классик Луар-Атлантик, Рут Адели де Витре и Азиатского тура UCI — Тур Ирана.
В 2019 году принял участие в Африканских играх 2019, проходивших в Рабате (Марокко), где выступил в двух гонках. Стал бронзовым призёром командной гонке и занял 8-е место в групповой гонке. Помимо этого в том же году выиграл шестой этап Тура Камеруна и стал победителем Тура ДР Конго, опередив своего товарища по команде Жана Руберва.
Принимал участие в чемпионате Африки.
Стал призёром чемпионата Руанды в возрастных категориях U19 и U23.

## Достижения
2018
 Чемпионат Африки — командная гонка U19
2-й на Чемпионат Руанды — индивидуальная гонка U19
2019
6-й этап на Тур Камеруна
Тур ДР Конго
3-й на Чемпионат Руанды — групповая гонка U23
3-й на Чемпионат Руанды — индивидуальная гонка U23
 Африканские игры 2019 — командная гонка
2022
3-й на Чемпионат Руанды — групповая гонка U23

## Рейтинги
| Год                 | 2019   | 2020 | 2021 | 2022   | 2023   | 2024   |
| ------------------- | ------ | ---- | ---- | ------ | ------ | ------ |
| Мировой рейтинг UCI | 1351-й | -    | -    | 1936-й | 1942-й | 1275-й |
| Африканский тур UCI | 74-й   | -    | -    | 115-й  | -      | 91-й   |
|                     |        |      |      |        |        |        |
| Источник: UCI       |        |      |      |        |        |        |